# China, Sundsvall
China var en biograf i Sundsvall, belägen på Kyrkogatan, som öppnade den 15 oktober 1929 och stängde i december 1986. Biografen blev 1978 Sundsvalls första multibiograf.

## Historia
Bygget av ett Folkets hus i Sundsvall påbörjades i juli 1928. I den färdiga byggnaden fanns en biograf, Chinabiografen. Invigningen ägde rum den 15 oktober 1929 i salongen som rymde 500 sittplatser. Förutom filmvisning visades Elis Ågrens nyårsrevyer och brottnings-och boxningstävlingar i biografen.
1931 köpte biografen in en ljudanläggning för att kunna visa ljudfilm. 1944 genomgick biografen en renovering och fick då ett bättre ventilationssystem, en specialtillverkad ridå och ny belysning.
China blev Sundsvalls första multibiograf på hösten 1978. Den gamla biosalongen blev salongen China Blå, med 207 sittplatser, medan läktaren byggdes om till salongen China Röd med 102 sittplatser. Betydligt mindre blev dock den ombyggda foajén, China Grön, som endast rymde 34 sittplatser. Salongen China Grön skulle användas till att visa mer exklusiva, udda filmer. 
Efter beslutet att Folkets hus och SF skulle bygga en ny multibiograf 1986 sågs de befintliga biograferna som omoderna och kostsamma. Detta innebar stängning inte bara för China utan även en rad andra biografer.